# Saint-Georges-en-Auge
Saint-Georges-en-Auge, [sɛ̃ʒɔʁʒɑ̃'noːʒ] of enkel [sɛ̃ʒɔʁʒ], is een plaats en voormalige gemeente in het Franse departement Calvados in de regio Normandië en telt 96 inwoners (2009). De plaats maakt deel uit van het arrondissement Lisieux.

## Geschiedenis
De gemeente maakte deel uit van het kanton Saint-Pierre-sur-Dives tot dit op 22 maart 2015 werd opgeheven en de gemeenten werden opgenomen in het kanton Livarot. Op 1 januari 2017 fuseerde de gemeente met overige gemeenten van het voormalige kanton tot de commune nouvelle Saint-Pierre-en-Auge.

## Geografie
De oppervlakte van Saint-Georges-en-Auge bedraagt 5,1 km², de bevolkingsdichtheid is dus 18,8 inwoners per km².
De onderstaande kaart toont de ligging van Saint-Georges-en-Auge met de belangrijkste infrastructuur en aangrenzende gemeenten.

## Demografie
Onderstaande figuur toont het verloop van het inwonertal (bron: INSEE-tellingen).
Vanwege een beveiligingsprobleem met de MediaWiki Graph-software is het momenteel niet mogelijk deze grafiek weer te geven. Zodra de software is bijgewerkt zal de grafiek vanzelf weer zichtbaar worden.